# Gene Callahan
Gene Callahan (...) è un economista statunitense, esponente della scuola austriaca e del anarco-capitalismo, e scrittore.
È membro del Ludwig von Mises Institute e della Michael Oakeshott Association. Ha scritto due libri, Economics for Real People e PUCK.
Ha scritto per diverse riviste, tra le quali troviamo Reason, The Freeman, The Free Market, Slick Times, Java Developer's Journal, Software Development, Dr. Dobb's Journal, Human Rights Review, Independent Review, NYU Journal of Law and Liberty e Review of Austrian Economics. È spesso editorialista per il sito libertario LewRockwell.com.